# La misma luna
Pour plus de détails, voir Fiche technique et Distribution.
La misma luna ou Under the Same Moon est un film mexicano-américain réalisé par Patricia Riggen et sorti en 2007.

## Synopsis
Rosario est entrée illégalement aux États-Unis. Cela fait quatre ans qu'elle n'a pas vu son fils, Carlitos qui est âgé de neuf ans maintenant. Rosario, qui actuellement vit à Los Angeles en Californie, appelle son fils resté au Mexique tous les dimanches. Carlitos vit dans un petit village mexicain appelé Juchitepec avec sa grand-mère malade, sa tante (Josefina) et son oncle (Manuel). Ce dernier essaye de prendre la garde de Carlitos dans le but de voler l'argent que Rosario lui envoie. Tous les dimanches à 22 h, Carlitos est appelé par sa mère depuis une cabine téléphonique.
Lorsque sa grand-mère meurt, Carlitos décide de contacter deux transporteurs d'immigrants (coyotes), Marta et David, qui proposent de faire traverser la frontière clandestinement à des enfants. Bien qu'il réussisse à traverser la frontière sans être découvert, il est séparé des deux passeurs car ils n'avaient pas le droit de stationner et qu'ils avaient une plaque d'immatriculation périmée. Carlitos continue son voyage tout en restant avec les autres immigrants illégaux qui récoltent des tomates. Cependant la police intervient et arrête la plupart des travailleurs. Carlitos et un travailleur nommé Enrique qui déteste Carlitos réussissent à s'enfuir.
Pendant leur périple, Carlitos et Enrique arrivent à un restaurant géré par un couple d'Américains. Carlitos se fait embaucher ainsi qu'Enrique. Au restaurant, Carlitos contacte son père, Oscar Aguilar, et lui raconte sa vie avec sa tante et son oncle. D'abord Oscar est d'accord pour envoyer Carlitos à Los Angeles auprès de Rosario, mais ensuite il se ravise.

## Fiche technique
- Titre original : La misma luna
- Titre français : La misma luna
- Titre québécois : La grande traversée
- Réalisation : Patricia Riggen
- Scénario : Ligiah Villalobos
- Photographie : Checco Varese
- Montage : Aleshka Ferrero
- Musique : Carlo Sillioto
- Pays d'origine :  Mexique,  États-Unis
- Langue originale : anglais, espagnol
- Format : couleur
- Genre : dramatique
- Durée : 104 minutes
- Dates de sortie :
  - Mexique : 27 juillet 2007 (Festival Internacional de Cine Expresión en Corto)
  - Canada : 8 septembre 2007 (Festival international du film de Toronto)
  - États-Unis : Octobre 2007 (Festival international du film de Chicago)

## Distribution
- Adrian Alonso : Carlos Reyes 'Carlitos' (comme Adrián Alonso)
- Kate del Castillo : Rosario
- Eugenio Derbez : Enrique
- Maya Zapata : Alicia
- Carmen Salinas : Doña Carmen 'La Coyota'
- Angelina Peláez : Benita Reyes
- Gabriel Porras : Paco
- America Ferrera : Martha
- Jesse Garcia : David
- María Rojo : Reyna
- Ignacio Guadalupe : Leonardo Sánchez Nava
- Pailo Heitz : Billy
- Mario Almada : Padrino
- Ernesto D'Alessio : Oscar Ponce
- Isaac Bravo : Chito
- Gustavo Sánchez Parra : Manuel
- Catalina López : Josefina
- Yvette Mercedes : Agente Patrulla Fronteriza
- Jacqueline Voltaire : Sra. Mckenzie
- Darwyn Roanhorse : Dueño Motel
- Sonya Smith : Sra. Snyder
- Jorge Rojas : Sr. Snyder
- Guillermo Ríos : Guero
- Gerardo Martínez : Immigrante
- David Norris : Tommy
- J. Teddy Garces : Policía L.A. #1
- Lil Steve Niel : Policía L.A. #2 (comme Steve Neil)
- Sergio Barragan : Joven Tatuado
- Samuel Loo : Hombre Filipino
- Mauricio Carmona : Indocumentado
- Lourdes Vicente : Esposa Dueño Motel
- Carl Dillard : Agente del Border Patrol #2
- Barbara May : Boletera Autobús
- Hiromi Kamata : Mesera Supermercado
- Eve Muller : Sra. L.A. #1
- Patricia Floresena : Sra. L.A. #2
- Norma Pablo : Mamá Chito
- Boris Kievsky : Taxista Ruso
- Irineo Alvarez : Señor Doblado
- Renán Almendariz Coello : lui-même
- Julie Dove : El Paso Bus Station Announcer (voix)
- Los Tigres del Norte : eux-mêmes (non crédités)
- Maria Moreno : Border Patrol Announcer (voix) (non créditée)
- Bob Saldana : Shifty LA Latino (non crédité)